# Wangen (Bas-Rhin)

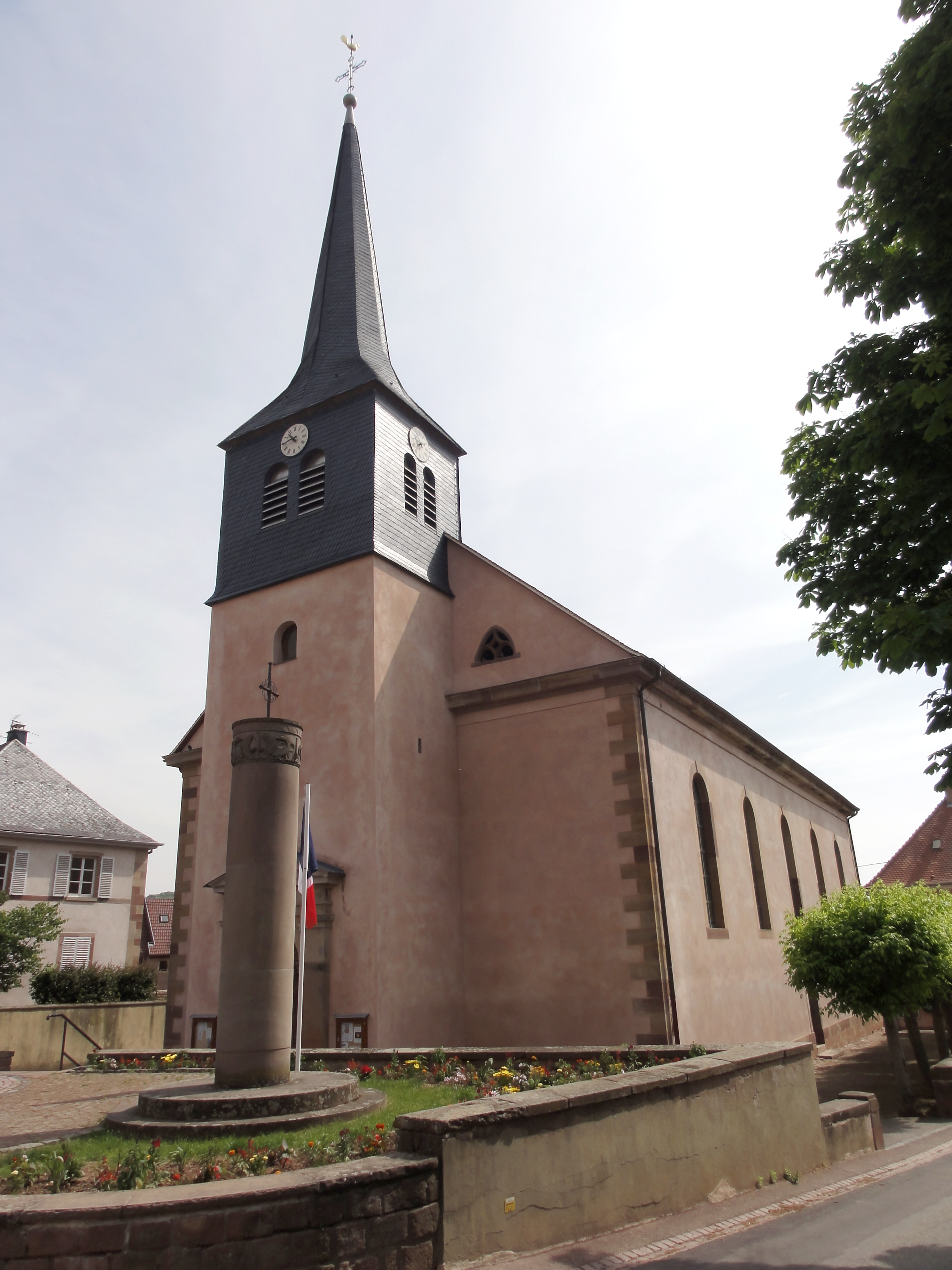
Kirche St. Étienne

Wangen ist eine französische Gemeinde im Département Bas-Rhin in der Europäischen Gebietskörperschaft Elsass und in der Region Grand Est. Sie liegt am nördlichen Ende der Elsässer Weinstraße, wobei der Weinbau im Elsass erst 40 Kilometer nördlich an der Grenze zu Deutschland endet.

## Geographie
Das Dorf liegt im Unterelsass, etwa  21 Kilometer westnordwestlich von Straßburg, zehn Kilometer nordnordwestlich von Molsheim und drei Kilometer südöstlich von Wasselnheim.

## Geschichte
Urkundlich 722 ersterwähnt, liegt Wangen abseits der Hauptverkehrsadern. Bis zum 17. Jahrhundert war das Dorf durch einen 15 Meter breiten und 6 Meter tiefen Wassergraben geschützt, der Zugang war nur über das „Niedertor“ oder das „Motscheltor“ (1887 abgetragen) möglich.
Die Departementsstraße D 422 verbindet die Gemeinde mit dem Kantonshauptort Wasselonne bzw. Marlenheim im Norden sowie mit Molsheim im Süden. In beide Richtungen führt auch die Buslinie 235. Die Eisenbahnverbindung nach Molsheim und Saverne wurde 1967 stillgelegt, jetzt dient die Strecke als Fahrradweg.

### Bevölkerungsentwicklung
| Jahr      | 1962 | 1968 | 1975 | 1982 | 1990 | 1999 | 2006 | 2017 |
| --------- | ---- | ---- | ---- | ---- | ---- | ---- | ---- | ---- |
| Einwohner | 541  | 570  | 589  | 572  | 656  | 704  | 693  | 698  |

## Sehenswürdigkeiten
Eine mittelalterliche Stadtbefestigung mit zwei Türmen ist erhalten geblieben. Besonders markant sind das Niedertor, das Sommertor und das Motcheltor. Die mittelalterliche Burg der Herren von Wangen, ein achteckiger Zentralbau, wurde 1750 abgerissen.